# Афанасьева, Нина Елисеевна
Нина Елисеевна Афанасьева (род. 1 февраля 1939 года) — педагог, преподаватель кильдинского саамского языка, одна из авторов первого в мире саамско-русского словаря (1985). Автор саамско-русского разговорника (2010). Занимала должность президента Ассоциации Кольских саамов (до 2010), входила в Координационный Совет по делам национальностей при правительстве Мурманской области.
Лауреат премии Gollegiella («Золотой язык») за работу по сохранению и развитию саамского языка (2012).

## Биография
Родилась в деревне Варзино, её родителями были саамы. Родной язык — кильдинский саамский (варзинский говор).
По образованию — учитель: в 1963 году закончила Ленинградский педагогический институт по специальности «Русский язык, литература и немецкий язык». С 1963 по 1983 год работала в вечерней средней общеобразовательной школе в Апатитах и Мурманске преподавателем русского языка и литературы, а также немецкого языка. С 1983 по 1994 год работала в Мурманске заведующей кабинетом национальных школ в Институте усовершенствования учителей.
С 1980 года занимается вопросами сохранения и развития саамских языков на Кольском полуострове. Участвовала в создании первого в мире саамско-русского словаря, в который вошли 8000 слов, 400 пословиц и поговорок, обширный справочный материал. Книга вышла в 1985 году под редакцией Риммы Дмитриевны Куруч.
В настоящее время — член Совета Фонда саамского наследия и развития научный сотрудник лаборатории саамского языка Арктического центра научных исследований и экспертиз, занимается разработкой основ нормативного саамского языка.
С 1998 по 2010 год была советником Губернатора Мурманской области Ю. А. Евдокимова по саамским вопросам.
Афанасьева — автор саамско-русского разговорника («Самь-рушш соарнънэгк», 2010), созданного на основе кильдинского саамского языка (кильдинского диалекта).
Работает над созданием словаря варзинского говора кильдинского саамского языка, в который должны войти никогда ранее никем не издававшиеся материалы по особенностям языка жителей сейчас уже не существующей деревни Варзино, в том числе местные топонимы, пословицы и поговорки, образные обороты речи. Занимается подготовкой к изданию книг саамских авторов в издательстве «Северная книга» (Карасйок, Норвегия).
Помимо кильдинского саамского, владеет русским, немецким и северносаамским языками.

## Gollegiella
23 ноября 2012 года в Осло на встрече представителей Саамских парламентов Нине Афанасьевой и Александре Антоновой за работу по сохранению и развитию кильдинского саамского языка была присуждена премия Gollegiella («Золотой язык»), раз в два года присуждаемая за вклад в сохранение и развитие саамских языков. На соискание этой премии Антонова и Афанасьева были выдвинуты языковым комитетом Саамского парламента Норвегии. Вручение премии состоялось 19 декабря в Генеральном консульстве Норвегии в Мурманске.
В решении о присуждении премии за 2012 год говорится, что «Антонова и Афанасьева являются активными общественными деятелями, считающими жизненно важным делом повышение статуса языка с помощью различных мер, таких как написание книг, работа с вопросами саамской орфографии, перевод книг с саамского и на саамский язык».

## Награды
- Медаль «Ветеран труда»
- Медаль «За верность Северу»

## Публикации
- Антонова, А. А., Афанасьева Н. Е., Куруч Р. Д., Мечкина Е. И. и др. Саамско-русский словарь: 8000 слов / Под редакцией Р. Д. Куруч. — М.: Русский язык, 1985. — 568 с. — 1720 экз.
- Афанасьева Н. Е. Самь-рушш соарнънэгк. Саамско-русский разговорник. — Мурманск: ООО «МИП-999», 2010. — 51 с. — 1000 экз. — ISBN 978-5-903554-12-6.